# Bon voyage (film fra 2003)
 For alternative betydninger, se Bon voyage. (Se også artikler, som begynder med Bon voyage)
Bon Voyage er en fransk film af Jean-Paul Rappeneau fra 2003.
Filmen vandt tre César-priser.
Den fik dansk premiere på Copenhagen International Film Festival i 2003.

## Handling
I 1940 bliver den uskyldige Frédéric Auger fængslet for mord. Med hjælp fra tyven Raoul undslipper han dog i forvirringen da tyskerne nærmer sig Paris. Derefter bliver de rekrutteret af Professor Kopolski og hans unge og skønne assistent Camille med den opgave at forhindre at tyskerne får fingre i noget mystisk "tungt vand". Professor Kopolski er nemlig atomforsker.

## Medvirkende
- Isabelle Adjani : Viviane Denvers
- Gérard Depardieu : Jean-Étienne Beaufort
- Virginie Ledoyen : Camille
- Yvan Attal : Raoul
- Grégori Derangère : Frédéric Auger
- Peter Coyote : Alex Winckler
- Jean-Marc Stehlé : Professor Kopolski
- Aurore Clément : Jacqueline de Lusse